# هدى عقيل
هدى عقيل (19 مايو 1945-)، عالمة أعصاب سورية أمريكية، ساهمت أبحاثها الرائدة في فهم البيولوجيا العصبية للمشاعر، بما في ذلك الألم والقلق والاكتئاب. اشتهرت عقيل وزملائها بتقديمهم أول دليل فيزيولوجي على دور الإندروفين في الدماغ وإثبات أن الإندروفين ينشط بالإجهاد ويمكن أن يسبب تثبيط الألم.
عقيل أستاذة متميزة في غاردنر سي كوارتون في مجال علم الأعصاب في قسم الطب النفسي في كلية الطب بجامعة ميشيغان. بالإضافة إلى ذلك، تشغل منصب المدير المشارك لمعهد العلوم العصبية الجزيئية والسلوكية ومركز جامعة ميشيغان لاتحاد أبحاث الاضطرابات العصبية والنفسية في بريتزكر مع زوجها ستانلي واتسون.
تعتبر عقيل أيضاً من العلماء السبع البارزين الذين يشتملون على فرقة العمل الخاصة ببحوث الامل للاكتئاب، الذين طوروا معاً خطة بحثية استثنائية تجمع بين المعرفة الأكثر تقدماً في علم الوراثة وعلم التخلق وعلم الأحياء الجزيئي والفيزيولوجيا الكهربائية وتصوير الدماغ، في محاولة للإسراع بأحدث البحوث العلمية المتعلقة بالاكتئاب وما يرتبط به من اضطرابات المزاج والعاطفية.
تم تكريمها بالعديد من الجوائز والعضويات في مختلف الجمعيات طوال حياتها المهنية، وأبرزها كان تكريمها كرئيسة سابقة لجمعية العلوم العصبية، وهي أكبر منظمة لعلم الأعصاب في العالم.

## النشأة والتعليم
ولدت عقيل في دمشق في سوريا، حيث ترعرعت ضمن عائلة كانت تؤمن إيماناً راسخاً بالتعليم، حتّى بالنسبة للنساء، في مكان لم يكن يقدر تعليم المرأة في ذلك الوقت. التحقت بالمدرسة الكاثوليكية الفرنسية من مرحلة ما قبل المدرسة وحتى مرحلة المدرسة الثانوية حيث كانت تتلقى تعليمها على يد راهبات من جميع أنحاء العالم. كانت مأخوذة بفكرة إكمال العلم بعد قراءة كتاب عن ماري كوري، عالمة الفيزياء الكبيرة الحاصلة على جائزة نوبل، والذي حصلت عليه من إحدى الراهبات الفرنسيات في مكتبة المدرسة. وتشير عقيل إلى هذه الحالة على أنها «نقطة تحول» في حياتها، حيث أدركت أنه حتى المرأة التي نشأت بعيداً عن مراكز المعرفة كبريطانيا العظمى وفرنسا والولايات المتحدة الأمريكية قادرة على أن تصبح امرأة عظيمة مثل كوري. حصلت على درجة البكالوريوس من الجامعة الأمريكية في بيروت في لبنان. ولكن في السنة الثانية التحقت بالجامعة عن طريق منحة مؤسسة روكفلر التي طلبت منها الحصول على درجات كاملة، وهو أمر صعب للغاية، لأنها لم تكن تجيد اللغة الإنكليزية، ومع ذلك استوفت هذا الشرط وتخرجت في عام 1967 بدرجة بكالوريوس الآداب في علم النفس. اهتمت عقيل في البداية بسيكولوجيه اللغة، وهو الاهتمام الذي أثاره والدها، الذي كان عالماً نفسياً.
بعد التخرج، تابعت عقيل التعليم في الجامعة الأمريكية في بيروت لمدة عام كامل قبل أن تسافر إلى الولايات المتحدة الأمريكية لمواصلة التعليم في جامعة آيوا. في هذه الجامعة، درست دورة حول أساسيات علم الأعصاب وعلم الصيدلة وكانت مفتونة بهذا المجال كثيراً، مما دفعها لإكمال الدورة في مختبر الفيزيولوجيا الكهربائية حيث أجرت أبحاثاً حول التعلم مع ستيف فوكس. تم قبول عقيل لاحقاً في جامعة كاليفورنيا في لوس أنجلوس لمتابعة دراستها للحصول على درجة الدكتوراه. عملت في جامعة كاليفورنيا في لوس أنجلوس مع جون ليبسكيند في مجال أبحاث الألم وبعد أن حصلت على شهادة الدكتوراه. التحقت بمختبر جاك بارشاس في جامعة ستانفورد.

## المسيرة المهنية والأبحاث
يغطي بحث عقيل العديد من المجالات، لكنه متجذر بشكل جماعي في فهم المشاعر. خلال مسيرتها المهنية، شملت أبحاثها العمل على مستقبلات الأدوية المنومة وتحليلات الوظائف الهيكلية والدراسات السلوكية وعلم الأحياء العصبي للاضطراب النفسي الحاد والأدمغة بعد الوفاة والبحوث الوراثية الجزيئية. تقول عقيل: «لقد كان الأمر متعلق دائماً بكيفية تغير عملية استجابة الدماغ للعالم وكيف بدوره يغير الدماغ بيئة الحيوانات وتصوراته عن العالم، وأنا أحب كل ذلك.».
في عام 1970، انضمت عقيل إلى جون ليبسكيند –الأستاذ المساعد في جامعة كاليفورنيا في لوس أنجلوس والذي كان مهتماً بعلم الأحياء العصبي للألم- وركّز بشكل أكثر تحديداً على الدوائر العصبية للألم الوهمي، وفكرة أن الألم الوهمي لم يكن ظاهرة جسدية بحتة، بل نفسية أيضاً. ولاحظ عضو آخر في المختبر أن التحفيز الكهربائي قلل من تجربة الألم المعززة بدلاً من تعزيزها، وهذا ما ألهم عقيل وزميلها طالب الدراسات العليا دايفيد ماير لمواصلة البحث في هذه الظاهرة، التي أشاروا إليها لاحقاً باسم «تسكين الألم الناتج عن التحفيز». وبالعمل على الفئران، وجدا أن التحفيز في العديد من مواقع الدماغ ومتلازمة صدى الدماغ قضيا على الاستجابة للمنبهات المؤلمة وترك الأنماط الحسية الأخرى غير متأثرة نسبياً. أصبحت هذه الفكرة موضوع أطروحة دكتوراه عقيل. تم إجراء المزيد من البحوث في هذا المجال على الفئران من خلال استخدام ذبذبات دامور وسميث من أجل التحقيق في الدور الذي تلعبه أحاديات الدماغ الدوبامينية والدوبامين والنورادرينالين والسيروتونين. لتغيير الانتقال في مسارات أحادي الأمين: استنزاف مخازن أحادي الأمين، واستبدال مخازن أحادي الأمين المستنفدة، وتعزيز أنظمة أحادي الأمين، وحصار إعادة متقبلات الكاتيكولامين. نتج عن الطرق الأربعة نتائج متسقة داخلياً. في عام 1977ـ اكتشفوا أن النالوكسون المضاد للمخدر يعكس جزئياً التسكين الناتج عن التحفيز الكهربائي البؤري للدماغ.
يعمل مختبر عقيل حالياً على تطوير نماذج حيوانية من أجل فهم الأساس الوراثي والتنموي للاختلافات في المزاج وآثار هذه الاختلافات الفطرية على الإحساس بالقلق والاكتئاب وتعاطي العقاقير.

## التكريم والجوائز
حصلت عقيل على العديد من الجوائز طوال حياتها المهنية. في عام 1993، حصلت على جائزة المعهد الوطني لتعاطي المخدرات، في العام التالي حصلت بالمشاركة مع الدكتور ستانلي واتسون على جائزة روبرت ج. وكلير باسارو للأبحاث الطبية في الطب النفسي العصبي. في عام 1998، تم تكريم الدكتورة عقيل بجائزة ساكار من جامعة كولومبيا وجائزة بريستول مايرز سكويب غير المقيدة. حصلت على جائزة جون ب. ماكغفرن في العلوم السلوكية من الأكاديمية الأمريكية للفنون والعلوم في عام 2006، وفي عام 2007 حصلت على جائزة الإنجاز من جمعية العلوم العصبية ميكا سالبيتير مدى الحياة وجائزة باتريشيا جولدمان راكيتش لعلم الأعصاب الإدراكي. خلال السنوات الخمس الماضية، استمرت الدكتورة عقيل في الحصول على الجوائز على أبحاثها المتميزة، والتي تشمل جائزة بول هوش للخدمات البحثية المتميزة من الكلية الأمريكية لعلم الأدوية العصبية في عام 2010، وجائزة سارنات لعام 2012 من معهد الطب مع الدكتور واتسون، وجائزة AAMC 2013 للبحوث المتميزة في العلوم الطبية الحيوية.
بالإضافة إلى ذلك، تم تكريم الدكتورة عقيل بعضوية العديد من الجمعيات، بما في ذلك معهد الطب التابع للأكاديمية الوطنية للعلوم، والرابطة الأمريكية لتقدم العلوم والأكاديمية الأمريكية للفنون والعلوم. علاوةً على ذلك، شغلت منصب رئيس الكلية الأمريكية لعلم الأدوية العصبية (1998) ورئيسة جمعية علم الأعصاب في العالم. بالإضافة إلى ذلك، تشغل الدكتورة عقيل حالياً منصب الرئيس المشارك للجنة التوجيهية لعلم الأعصاب في مؤسسة المعهد الوطني للصحة، وتعمل في مجلس معهد الطب التابع للأكاديمية الوطنية الأمريكية للعلوم.

## الحياة العائلية
عقيل متزوجة من ستانلي واتسون الحاصل على شهادة الدكتوراه، ويشترك الزوجان في إدارة معهد العلوم العصبية الجزيئية والسلوكية التابع لجامعة ميشيغان، وقد لعب كل منهما دوراً أساسياً في حياة الآخر. يمتلك الزوجان طفلان، هما بريندون وكاتلين.